# Egidio Martinović
Egidio Martinovich (Pola, 19 novembre 1907 – Pola, 7 agosto 1993) è stato un calciatore e allenatore di calcio italiano naturalizzato jugoslavo.
Ha vinto due campionati jugoslavi con il Concordia Zagabria nel 1930 e 1932. Ha segnato in totale 34 reti nel massimo campionato jugoslavo.

## Carriera

### Calciatore

#### Club
Iniziò la sua carriera nella città natale, Pola (in Istria, annessa all'Italia nel 1920), dove militò nei "boys" (le giovanili dell'epoca) del Grion dal 1922 al 1924. Nel 1924 si trasferì con la famiglia in Jugoslavia, a Zagabria, dove riuscì a entrare negli "allievi" dell'HASK, passando poi in seconda squadra e debuttando in prima squadra nel 1925-1926.
Dopo un periodo al Zeljeznicar, nel 1928 passò al Concordia di Zagabria con cui vinse due campionati jugoslavi, nel 1930 e 1932. Nel 1939 passò al Marsonia e nella stagione successiva al Varazdin, dove, essendo ormai a fine carriera, fu giocatore-allenatore. Giocò da titolare nel massimo campionato jugoslavo fino al 1940, nel ruolo di mezzala destra o di centravanti. In totale segnò 34 reti nel massimo campionato jugoslavo.

#### Nazionale
Disputò una sola partita nella nazionale jugoslava scendendo in campo in Ungheria-Jugoslavia 3-0 del 10 aprile 1927. Non disputò altre partite perché successivamente si scoprì che era di nazionalità italiana e quindi non convocabile.

### Allenatore
Nel corso della seconda guerra mondiale cominciò la propria carriera di allenatore allenando il Varteks (all'epoca Slavija) di Varazdin fino al 1948. Tornò poi nella sua città natale, Pola, che nel frattempo era stata annessa alla Jugoslavia con il trattato di pace del 1947, allenando negli anni successivi diverse squadre cittadine (l'U.S. Operaia, il Proletario/Proleter, l'Istra e l'Uljanik) e di altre città istriane, come l'Arsa e il Rovigno. La sua carriera di allenatore terminò nel 1974 e l'ultima squadra allenata fu il Siana (altra compagine istriana).

## Statistiche

### Presenze e reti nei club
| Stagione  | Squadra              | Campionato | Campionato | Campionato | Coppe nazionali | Coppe nazionali | Coppe nazionali | Coppe continentali | Coppe continentali | Coppe continentali | Altre coppe | Altre coppe | Altre coppe | Totale | Totale |
| Stagione  | Squadra              | Comp       | Pres       | Reti       | Comp            | Pres            | Reti            | Comp               | Pres               | Reti               | Comp        | Pres        | Reti        | Pres   | Reti   |
| --------- | -------------------- | ---------- | ---------- | ---------- | --------------- | --------------- | --------------- | ------------------ | ------------------ | ------------------ | ----------- | ----------- | ----------- | ------ | ------ |
| 1925-1926 | HAŠK Zagabria        | PR         | ?          | ?          |                 | -               | -               | -                  | -                  | -                  | -           | -           | -           | -      | -      |
| 1926-1927 | HAŠK Zagabria        | DP         | 0          | 0          |                 | -               | -               | -                  | -                  | -                  | -           | -           | -           | -      | -      |
| 1927-1928 | Željezničar Zagabria | PR         | ?          | ?          |                 | -               | -               | -                  | -                  | -                  | -           | -           | -           | -      | -      |
| 1928-1929 | Concordia Zagabria   | PR         | ?          | ?          |                 | -               | -               | -                  | -                  | -                  | -           | -           | -           | -      | -      |
| 1929-1930 | Concordia Zagabria   | DP         | 10         | 1          |                 | -               | -               | -                  | -                  | -                  | -           | -           | -           | -      | -      |
| 1930-1931 | Concordia Zagabria   | DP         | 10         | 2          |                 | -               | -               | -                  | -                  | -                  | -           | -           | -           | -      | -      |
| 1931-1932 | Concordia Zagabria   | DP         | 6          | 3          |                 | -               | -               | -                  | -                  | -                  | -           | -           | -           | -      | -      |
| 1932-1933 | Concordia Zagabria   | DP         | 12         | 3          |                 | -               | -               | -                  | -                  | -                  | -           | -           | -           | -      | -      |
| 1933-1934 | Concordia Zagabria   | DP         | 0          | 0          |                 | -               | -               | -                  | -                  | -                  | -           | -           | -           | -      | -      |
| 1934-1935 | Concordia Zagabria   | DP         | 18         | 13         |                 | -               | -               | -                  | -                  | -                  | -           | -           | -           | -      | -      |
| 1935-1936 | Concordia Zagabria   | DP         | 0          | 0          |                 | -               | -               | -                  | -                  | -                  | -           | -           | -           | -      | -      |
| 1936-1937 | Concordia Zagabria   | DP         | 17         | 5          |                 | -               | -               | -                  | -                  | -                  | -           | -           | -           | -      | -      |
| 1937-1938 | Concordia Zagabria   | DP         | 17         | 7          |                 | -               | -               | -                  | -                  | -                  | -           | -           | -           | -      | -      |
| 1938-1939 | Concordia Zagabria   | PR         | ?          | ?          |                 | -               | -               | -                  | -                  | -                  | -           | -           | -           | -      | -      |
| 1939-1940 | Marsonia             | ?          | ?          | ?          |                 | -               | -               | -                  | -                  | -                  | -           | -           | -           | -      | -      |
| 1940-1941 | Slavija Varaždin     | ?          | ?          | ?          |                 | -               | -               | -                  | -                  | -                  | -           | -           | -           | -      | -      |

### Cronologia presenze e reti in nazionale
| Cronologia completa delle presenze e delle reti in nazionale ― Jugoslavia | Cronologia completa delle presenze e delle reti in nazionale ― Jugoslavia | Cronologia completa delle presenze e delle reti in nazionale ― Jugoslavia | Cronologia completa delle presenze e delle reti in nazionale ― Jugoslavia | Cronologia completa delle presenze e delle reti in nazionale ― Jugoslavia | Cronologia completa delle presenze e delle reti in nazionale ― Jugoslavia | Cronologia completa delle presenze e delle reti in nazionale ― Jugoslavia | Cronologia completa delle presenze e delle reti in nazionale ― Jugoslavia |
| Data                                                                      | Città                                                                     | In casa                                                                   | Risultato                                                                 | Ospiti                                                                    | Competizione                                                              | Reti                                                                      | Note                                                                      |
| ------------------------------------------------------------------------- | ------------------------------------------------------------------------- | ------------------------------------------------------------------------- | ------------------------------------------------------------------------- | ------------------------------------------------------------------------- | ------------------------------------------------------------------------- | ------------------------------------------------------------------------- | ------------------------------------------------------------------------- |
| 10-4-1927                                                                 | Budapest                                                                  | Ungheria                                                                  | 3 – 0                                                                     | Jugoslavia                                                                | Amichevole                                                                | -                                                                         | ?’                                                                        |
| Totale                                                                    |                                                                           | Presenze                                                                  | 1                                                                         |                                                                           | Reti                                                                      | 0                                                                         |                                                                           |

## Palmarès

### Giocatore

#### Club

##### Competizioni nazionali
- Campionato jugoslavo: 2

Concordia: 1930, 1932